# Otar Tuschischwili
Otar Tuschischwili (georgisch ოთარ თუშიშვილი; * 14. Juni 1978 in Gori, Georgien) ist ein ehemaliger georgischer Ringer.

## Karriere
Otar Tuschischwili gewann bei den Ringer-Weltmeisterschaften in der Klasse bis 66 kg von 2005 bis 2007 dreimal hintereinander die Bronzemedaille. Zudem gewann er bei den Olympischen Spielen 2008 die Bronzemedaille im Leichtgewicht.